# Antimonumenta (Guadalajara)
Una antimonumenta fue instalada en la Plaza de Armas, en Guadalajara, Jalisco, el 25 de noviembre de 2020, fecha en que se conmemora el Día Internacional de la Eliminación de la Violencia contra la Mujer, durante la marcha anual de mujeres que protestan contra la violencia de género. La escultura lleva simbólicamente el nombre Antimonumenta y se inspiró en el antimonumento del mismo nombre colocado en la Ciudad de México un año antes.
Durante la misma marcha, las feministas también instalaron una banca roja, que fue colocada frente a la Rotonda de los Jaliscienses Ilustres, y rebautizada simbólicamente de Plaza de Armas a Plaza Imelda Virgen, una mujer asesinada. La construcción de una antimonumenta simboliza la exigencia de justicia para las mujeres que sufren violencia en el país.

## Historia e instalación

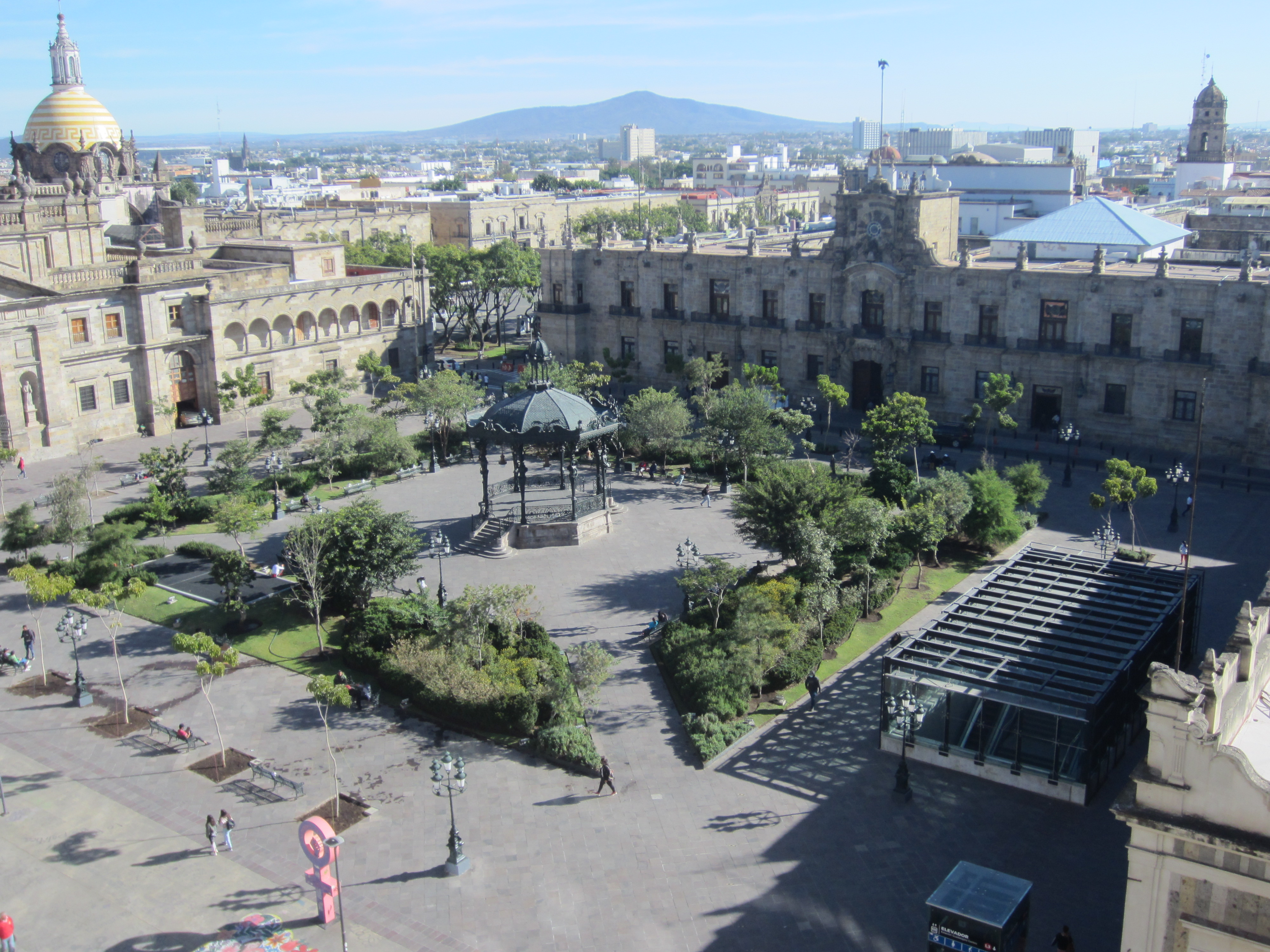
Plaza de Armas en 2021. La Antimonumenta (abajo) está frente al Palacio de Gobierno de Jalisco.

La Antimonumenta fue instalada el 25 de noviembre de 2020 en la Plaza de Armas, en el centro histórico de Guadalajara, Jalisco. Fue colocado durante la marcha anual de mujeres que protestaban contra la violencia de género en el Día Internacional de la Eliminación de la Violencia contra la Mujer. Ocurrió en medio de la pandemia de COVID-19 en México en 2020 en la que 230 mujeres fueron asesinadas entre enero y septiembre de ese año y 39 de ellas fueron investigadas como feminicidios. Durante la instalación, Enrique Ibarra Pedroza, Secretario General de Gobierno del Estado, intentó negociar el sitio donde se colocaría la Antimonumenta pero solo recibió quejas de que debería haberlas atendido cuando solicitaron reuniones para hablar con él.
Aunque de forma similar, las antimonumentas instaladas en todo el país tienen inscripciones diferentes. Las instaladoras también rebautizaron simbólicamente la Plaza de Armas como «Plaza Imelda Virgen». Imelda Josefina Virgen Rodríguez fue académica y la primera mujer asesinada tras la aprobación del feminicidio como delito en Jalisco. Según los fiscales, en septiembre de 2012 su marido contrató a otros dos hombres para violarla y matarla. Su marido fue acusado de parricidio y los dos hombres de homicidio en primer grado; ninguno fue acusado de feminicidio. En 2017 su marido recibió una sentencia que fue apelada y hubo que volver a juzgar el juicio. Para noviembre de 2020, el segundo juicio fue apelado y se encontraba a la espera de un nuevo juicio.
El 8 de marzo de 2021, fecha en que se conmemora el Día Internacional de la Mujer y durante la marcha anual, varias mujeres interpretaron una canción titulada «Canción sin miedo» junto a la Antimonumenta.

## Descripción y significado
La Antimonumenta está pintada de violeta y rosa y está representada con el símbolo de la lucha feminista, que se basa en el símbolo de Venus con un puño en alto en el centro. En el feminismo, el color violeta representa «lealtad, constancia hacia un propósito [y] firmeza inquebrantable hacia una causa». Según las instaladoras, representa a las víctimas de feminicidio en el estado de Jalisco y es un método para exigir a las autoridades y a la sociedad que cesen los feminicidios.
Se trata de una escultura de metal en cuya parte superior tiene escrito en español, en mayúsculas de color rosa: «Ni perdonar ni olvidar», mientras que en el brazo de la cruz está escrito «No + feminicidios». En el lado opuesto, en la Antimonumenta se lee «Memoria, verdad y justicia», y en la parte central «Ni una más». Es de 3.8 metros (12 pies) de alto y pesa 300 kilos (660 libras).

## Banca Roja
En la misma fecha, pero frente a la Rotonda de los Jaliscienses Ilustres, ubicada a pocas cuadras de la Plaza de Armas, se instaló una banca roja a la que también se le llamó simbólicamente Antimonumenta, pero denominada «Banca Roja» para distinguirla del otro antimonumento.
Como parte de una campaña global, se instalan bancas rojas para denunciar la violencia de género ya que simbolizan a las que estuvieron y a las que vendrán. En 2019 se instaló una banca en la Universidad de Guadalajara. La banca roja del 25 de Noviembre fue colocada frente a la Rotonda de los Jaliscienses Ilustres. En medio hay una placa con un mensaje que dice «En memoria de todas las mujeres asesinadas por quienes decian amarlas o por el simple hecho de ser mujeres».

## Recepción
El escritor Manuel Baeza dijo que la Antimonumenta tiene dos funciones: complacer a las mujeres que fueron silenciadas por siglos y complacer a los observantes por su colorido en un lugar rodeado de edificios históricos color piedra, recordando que la violencia contra las mujeres, como la obra de arte, es fuera de lugar.
Ibarra Pedroza intentó negociar la remoción del monumento con la dependencia estatal del Instituto Nacional de Antropología e Historia (INAH), argumentando que iba en contra de sus lineamientos ya que era un área histórica y debía ser respetada. Los arquitectos citaron el edificio de la Estación Guadalajara Centro como ejemplo de omisiones anteriores a esas directrices. La directora del INAH estatal, Alicia García Vázquez, mencionó que debe «permanecer en ese espacio, porque al final representa simbólicamente a estas mujeres desaparecidas o asesinadas» y que se debe analizar su permanencia como cualquier otro monumento.

## Lectura adicional
- González Márquez, Mariana (14 de febrero de 2022). «Un monumento contra el olvido». Gaceta UDG. Universidad de Guadalajara.

- Datos: Q109658365
- Multimedia: Antimonumenta en Guadalajara, Jalisco / Q109658365